# 雅歌
雅歌（希伯來語：‎）是舊約聖經诗歌智慧书的第五卷。雅歌這個名字取自書中的首句：“所羅門的歌，是歌中的雅歌。”根據希伯來文的逐字譯法，這個名字是“歌中之歌”，意即卓越絶倫的歌。這樣的説法跟“天上的天”──意即天的最高處──有異曲同工之妙。（《申命記》第10章第14节参）
雅歌與希伯來聖經不同之處，它並沒有著墨於以色列的神耶和華和其與子民所訂的約；或是如傳道書或箴言般教導智慧。相比之下，它以歌頌兩性的愛為主：「兩人互道稱讚，與對對方的渴求，並奉獻自身的欣賞。」兩人和諧，互相渴慕對方，和親近的喜悅。耶路撒冷眾女子為愛侶組成了合唱團，作為在愛侶愛慾中的觀眾。
在現代猶太教中，雅歌會在逾越節期間在安息日讀出，標誌著豐收之始和作為離開埃及的記念。猶太傳統認為它把二人愛侶的關係寓意著神和以色列的關係。
克拉克圣经评论说：它不是一輯歌集，而是一首歌，“一首舉世無雙，絶妙非凡的歌”。生活在公元第一世紀的猶太“師尊”阿吉巴（Akiba）則評價：“這首美妙絶倫的詩歌在以色列國中寫成時，它的確堪稱是曠世的偉大作品。”
主題：一個絕佳婚姻裏愛的歷史，啟示出個別信徒與基督愛的交通中進展的經歷。

## 雅歌在聖經中的位置
雅歌在希伯來文聖經是屬於「著作」中的「五卷」。「五卷」是猶太人在特殊節期時所詠唱的。雅歌是「五卷」的第一卷，在逾越節時誦唱的。在現代英文及中文聖經中，雅歌屬於「智慧書」（即約伯記、詩篇、箴言、傳道書及雅歌），這個編排源自拉丁通行本。

## 作者與年代

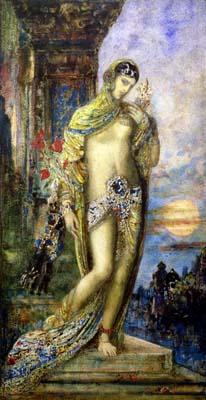
书拉密少女，居斯塔夫·莫罗

正如書中第一章第一節所顯示，詩歌的作者應該是大衛的兒子所羅門王。書中七次提到所羅門的名字。所羅門王本身就是一位很會寫詩的人（《列王紀上》第4章第32节参），他具備充分資格寫成這首希伯來詩歌的經典之作。雅歌書的語言、風格及觀點上的一致，以及一再出現的重疊句，表明全書是由一個作者寫成的。寫作日期，推斷為以色列王國分裂以前的時期，亦即是在以色列民被擄前或在公元前961年之前寫成的，因為作者在詩歌中提到全國許多地名（耶路撒冷，沙崙，黎巴嫩，得撒等）好像它們同屬一個國家的，而且作者對動植物有驚人的認識（詩歌中提及十五種動物和廿一種植物），這與所羅門的智慧十分吻合，因此各研經學者均認為雅歌這首最上等的詩歌必然出自所羅門的手筆。

## 形式與結構
廣泛認同著雖然雅歌沒有劇本，但是它有一個架構；這在本卷書首尾的關係中可看到。另外，有少數學者嘗試找出此卷書的扇形結構，並以不同的方法達致不同的結果。很多學者認為雅歌是一首以和歌的方式對話而組成的抒情詩，這種對話方式含有原始戲曲的成分。除此之外，學者也從雅歌中界別情歌的不同形式：
1. 描述詩歌（4:1-7，6:4-7，7:1-9是男描述女；5:10-16 是女描述男）
2. 自我描寫（1:5-6，2:1，8:8-9）
3. 讚許之歌（1:9-11，4:9-11，7:7-9）
4. 傾慕之歌（1:2-4，2:5-6，8:1-4、8:6-7）
5. 尋找的敘述（3:1-4，5:2-7）
6. 遊戲之歌（5:2-6:3）
7. 誓約之言（2:7，3:5，5:8，8:4）
8. 嘲弄詩（1:7-8）
9. 誇耀之歌（6:8-10，8:11-12）
10. 求愛的句子（2:5、2:17，4:16，7:11，7:13，8:14）

## 主題與神學
雅歌揭示出愛情絕妙之美及迷人之處，是神給世人最好的恩賜之一。雅歌裏的愛情之聲和箴言第八和第九章裏的智慧之聲一樣，暗示愛情與智慧對人具有強烈的吸引力。雅歌勾畫出愛的美麗與樂趣。所羅門王的愛人書拉密女宣告愛是佔有性的（《雅歌》第2章第16节参），並堅持愛情必須是自發的（《雅歌》第2章第7节参，不要驚動不要叫醒我所親愛的，等他自己情願）。她也宣告愛的力量勝過一切，可與死亡相匹敵；愛情燃燒起來時，如熊熊烈焰，連海洋大水都無法息滅（《雅歌》第8章第6节至第7节参）。她肯定愛情的可貴，人用所有的財寶都買不到愛情，另一方面也不該用它來換取愛情（《雅歌》第8章第7节参），書拉密女雖沒有明說，卻暗示了愛情乃是神賜給人類的禮物。

## 文學特色
雅歌作者文筆高超，他以柔情細緻的筆法，激發讀者感性上的強烈反應，卻避免粗鄙地去刺激感官，這是詩人最主要的成就之一。他將良人享愛佳偶的愛情，比喻為羚羊在百合花中牧放群羊，或將她的兩乳比喻為百合花中吃草的一對小鹿，就是母鹿雙生的。或將佳偶本身比喻為一座充滿上品水果的園子，開放給良人享受（《雅歌》第4章第12节至第16节参），這些都表現了絕妙的詩藝以及對題材的敏感。
學者認為雅歌的文學高潮出現在《雅歌》第8章第6节至第7节参，該處明朗地宣告愛情就是那種無與倫比的力量與價值。全書最後以一段兩情相悅的互表來結束，暗示愛情會繼續滋長。
在這首戀歌裏，書拉密的聲音居主位。歌中十分清晰地表達了她的愛情經歷，不論是她去愛人，或是她被人愛。這首歌開始時，她盼與愛人親吻，最後以熱切邀請良人所羅門王共享更親蜜的關係作為結尾。

## 內容大纲

### 互相倾慕
1. 標題：最優美之歌（《雅歌》第1章第1节参）
2. 愛的吸引（《雅歌》第1章第2节至第4节参）
3. 愛的自憐（《雅歌》第1章第5节至第6节参）
4. 愛的尋索（《雅歌》第1章第7节至第8节参）
5. 愛的承諾（《雅歌》第1章第9节至第14节参）
6. 愛的對白（《雅歌》第1章第15节参-《雅歌》第2章第3节参）
7. 愛的進深（《雅歌》第2章第4节至第6节参）
8. 愛的誓約（《雅歌》第2章第7节参）

### 互相追求
1. 兩人相遇（《雅歌》第2章第8节至第9节参）
2. 愛情考驗（《雅歌》第2章第10节至第14节参）
3. 亮起紅燈（《雅歌》第2章第15节参）
4. 全然信賴（《雅歌》第2章第16节至第17节参）
5. 日有所思，夜有所夢（《雅歌》第3章第1节至第5节参）

### 爱情的成熟
1. 迎接所羅門的場景（《雅歌》第3章第6节至第11节参）
2. 愛情成熟的前奏曲（《雅歌》第4章第1节至第7节参）
3. 對愛情生動的描述（《雅歌》第4章第8节至第16节参）
4. 神對愛情的贊同（《雅歌》第5章第1节参）

### 爱情的试探与巩固
1. 愛的反面：漠不關心（《雅歌》第5章第2节至第7节参）
2. 危機與希望（《雅歌》第5章第8节参）
3. 和解之道（《雅歌》第5章第9节参-《雅歌》第6章第3节参）
4. 愛的回應（《雅歌》第6章第4节至第10节参）
5. 婚姻關係復和（《雅歌》第6章第11节至第11节参上）

### 爱情的享受
1. 歡欣起舞（《雅歌》第6章第11节参-《雅歌》第7章第5节参）
2. 愛中的自由（《雅歌》第7章第6节至第9节参）
3. 成熟的層面：愛裏有安全感（《雅歌》第7章第10节至第13节参）
4. 成熟的層面：進深的親密關係（《雅歌》第8章第1节至第4节参）

### 爱情的圆满
1. 一幅真愛的圖畫（《雅歌》第8章第5节参上）
2. 真愛從痛苦而生（《雅歌》第8章第5节参下）
3. 對真愛的解說（《雅歌》第8章第6节至第7节参）
4. 真愛的成長（《雅歌》第8章第8节至第10节参）
5. 真愛的忠貞（《雅歌》第8章第11节至第12节参）
6. 在愛園中長相廝守（《雅歌》第8章第13节至第14节参）

## 主要内容

### 第一樂章：互相倾慕
愛情始於互相吸引。親咀是愛意的表達，書拉密女渴望情人的熱吻。真情的愛撫比美酒更使人滿足，因為愛是人最基本的需要。真正愛的吸引，並非來自外表的裝飾或派頭，而是整個人的魅力「膏油」；而魅力卻是整個人格的表現──「名」。書拉密女深信情郎所羅門王是非常可靠的，所以「快跑跟隨你」。
青年男女在戀愛期間，非常著意自己的儀容，恐怕不夠吸引力。生長在鄉間的書拉密女在城中士女中自覺只是一個很平凡的鄉下妹，然而她卻擁有自然美，她的「秀美」和高貴的氣質，「好像所羅門的幔子」。她的膚色黝黑，是長期在烈日之下工作造成，她根本無暇顧及自己的內在需要-「自己的葡萄園」。好一幕「灰姑娘」的縮影！但在情郎所羅門王的出現，她的地位就被提昇，其內在價值便顯露無遺。
情侶總有短暫的分開，心中會忐忑不安，憂心如焚，非常渴望見情郎，互訴離別之苦-「求你告訴我」。書拉密女尋索所羅門並非滿足自己的需要，而是尋找機會滿足他的需要-「我心所愛的」。雖然愛情是浪漫，但理性的抉擇是難免的。在第八節，所羅門王提醒書拉密女，若她不明白又不了解其未婚夫所羅門的事業，並又不願意作出適當的行動去配合他，那麼，她最好不要與所羅門王結婚了，不如重操故業「把你的山羊羔，牧放⋯⋯」。
「我的佳偶」表達出所羅門對書拉密女那份無微不至的關懷。愛情不只是歡愉，更包含願意承擔保護對方責任。所羅門以馬來形容情人的美麗及美妙體態，也同時暗示她那無法抗拒的吸引和誘惑，他許下諾言要給愛人贈送更多更名貴的裝飾品。
書拉密女也在準備妥當後才與王見面，她小心翼翼地走向國王，身上散發馨香，有如情愛的流露，使人如痴如醉。她非常欣賞她的愛王，將他比作「一袋沒藥」在她懷中，日夜陪伴她，給她充足的安全感，以及出現在沙漠綠洲中的「一棵鳳仙花」，非常珍貴和獨特。在書拉密女眼中所羅門確實是獨特的一個。
他們互相讚美，女子是何等的純潔和溫良，男子是何等可愛和甜蜜，在情人眼中，每個人都一定擁有美麗、獨特和可愛的一面。愛確能使人更新。雖然書拉密女認為自己平凡普通，但情人卻保證她是出眾的-「在荊棘內」，在愛人眼中她自我價值被大大提升了。她也讚美情郎所羅門是充滿力量的，足以保護她，她尊重愛人的帶領，「坐在他的蔭下」來享受他給予的安息。「果子⋯⋯甘甜」是彼此提升的結果。
在2章7節提到，愛不能被強迫，相反一定要耐心等待。書拉密女提醒所有想要建立愛情關係的人，要耐心等候神適當的時間（婚姻）來臨。

### 第二樂章：互相追求
此樂章描述一對戀人的迫切期待。少女何等盼望情郎的出現，情郎也急不及待想與情人會晤。王約書拉密女遊山約會，但少女的矜持令王覺得她如高不可攀的鴿子，在高高岩石縫上築了巢，使王望而不可及，也表達一種對愛情的考驗，故意將自己隱藏起來，不讓王見其貌聽其聲音，考驗王的愛情是否真摯無偽。
可是愛情是脆弱不堪，需要小心翼翼地加以保護。任何擾害的因素如「小狐狸」都可能將愛情的「葡萄園」破壞無遺。王可能開始覺得他們兩人間的感情出了問題，必須立刻清除，且”抓住狐狸”。
趨向成熟的愛情──「我們的葡蔔正在開花」，自然會涉及更多坦誠的開放，而衝突也是在所難免的。因此戀人要互相全然信賴，經得起任何考驗。
愛情需要時常作出抉擇。如今書拉密女面對一種張力，就是他們之間的委身──「良人屬我，我也屬他」，以及所羅門王對國事之投入所帶出的潛在衝突。縱然如此，這裡清楚指出「愛是完全的付出，不問代價，全然信賴。」真正成熟的愛情，是一種在獨佔性及各別性之間的平衡，亦指出婚姻的排外性及互相依賴。書拉密女還有很多地方需要學習，她一方面心知王為國務勞碌，但另一方面又想能與王朝夕相對永不分離，因此她渴望王盡快回到她的身邊。暗示一對戀人要學習在共同與分開之間的適應。
由於不是經常見到王，書拉密女憂慮與王的愛情是否穩固，令她日有所思夜有所夢，發了一場惡夢，她突然發現他不在了，於是出去”尋找”，她熱切渴望王，失望而悲痛。在夢中最後她幾經波折終於找到王了，她恐怕再次失去他，所以就”拉住他”，並且帶他回最有安全感的地方，就是她的”母家”。夢醒後，她深深認識到愛情並非是一種立時的滿足，而是一種要付出代價的委身。她在神面前許下誓約，除非解決了他們之間的「小狐狸」，否則決不驚動愛情。

### 第三樂章：爱情的成熟
終於有情人終成眷屬，戀愛成熟時便自然進入婚姻的階段。此段清楚描述新郎近親的行列，途經曠野，朝向王宮進發的情況。龐大的儀仗隊引起人的好奇。好一個大喜的日子，是婚筵的日子，是人生最重的時刻。
王讚美新娘體態美麗，《雅歌》第4章第1节至第7节参是一首性愛的前奏曲。這裡描繪新娘體態總共有七處，表示完全或完美的觀念。「全然美麗，亳無瑕疵！」
（１）雖然被面紗所罩，但伋顯出她秀麗，她眼睛溫良，他們的性愛始於四目之接觸，是愛慕與吸引的表達。
（２）新娘的頭髮柔順美麗，新郎為之著迷，他輕柔撫摸，盡顯其浪漫與溫柔，這是性愛前奏氣氛的培養。
（３）新娘在歡笑中顯露出其潔白光亮、平排工整的的牙齒，性愛必須在歡愉和輕鬆的氣氛下才能彼此滿足。
（４）她的嘴唇如一張櫻桃小嘴，嘴唇含有表達之意，指出溝通也是性愛前奏重要的一環。
（５）她的兩頰藏在面紗後面，但仍顯出經潤的色澤，精神而健康。指出健康的身體和充分的休息是享受性愛的必要條件。
（６）性愛不純粹是肉體的，也牽及個人品格，頸項通常是用來表達個性和品格。新娘頸項秀挺，表明具良好品格，令新郎為之傾慕。
（７）新娘的雙乳均衡，令新郎欲求愛撫，這裏含有性愛嬉戲的觀念，有如在百合花中吃草的一對小鹿。
性愛除了在肉體上的準備外，心理上的障礙也要清除。許多恐懼不安疑惑，如「獅子⋯⋯豹子」都會影響性愛的甜蜜享受。在性愛前，新郎感到非常興奮：「你奪了我心，只看我一眼，一轉你的頸項。」，新娘也同樣興奮，主動愛撫她的丈夫，且熱吻他「嘴唇滴蜜⋯⋯舌下有蜜有奶」，她身體散發的芳香已令他神魂顛倒。
新郎稱讚他的新娘忠貞不二：「關鎖的園，禁閉的井，封閉的泉源。」表達出新娘對貞潔的持守，只有其丈夫才可以進入她的園子。丈夫在性愛的給予成為「園中的泉，活水的井⋯⋯流下來的溪水」，永遠滋潤她。新郎獲得極大的滿足，是完全結合的滿足。
不能遺忘的是神是這婚禮的貴賓，他們的愛是從神來的，因此在五章一節，表明神同意他們的結合，肯定這對夫妻的愛，祂喜悅今晚所發生的，所以向來賓敬酒祝賀新人「請喝！且多多的喝。」

## 雅歌的價值
這是一首歌頌愛情的詩歌。所羅門王以自己與書拉密女之間的愛情來表達神與我們個人之間真愛的意義。真愛是發自於個人的意志，是超越教條之上的。真正的愛情是自發的， 這也是神所期待與我們的關係。“不要驚動，不要叫醒我所親愛的，等他自己情願（註：“不要叫醒云云”或作“不要激動愛情，等他自發”）。”（《雅歌》第2章第7节参）主動與願意是愛的起始點。因為自發的忠信、堅貞與奉獻的愛情才顯得出真愛的可貴。這也是神對人的愛的極致──給人自由，自由意識。神願意我們是出自於個人的選擇來愛祂。

## 閱讀聖經
- 雅歌 （页面存档备份，存于）
- 雅歌（简） （页面存档备份，存于）